# Suvijärvi (sjö i Lovisa, Nyland)
Suvijärvi är en sjö i kommunen Lovisa i landskapet Nyland i Finland. Sjön ligger 14,8 meter över havet. Den är 6,81 meter djup. Arean är 59 hektar och strandlinjen är 5,69 kilometer lång. Sjön  ingår i Kymmene älvs huvudavrinningsområde.   Den ligger omkring 95 km nordöst om Helsingfors. 
Sjön avgränsas genom öarna Hästholmen och Burasholmen från de näraliggande sjöarna Getträsket i söder och Tammijärvi i öster. 